# 上之二郎
上之 二郎（うえの じろう、1947年（昭和22年） - ）は、日本のライター、作家、ノンフィクション作家。

## 来歴
東京都生まれ。上智大学中退。
ノンフィクション、小説、ノベライズ、ニュースキン、アランに関するものなどの著作をなす。

## 著書
- 『ぼくらのヒーローが帰ってきた』（日本文芸社） 1976年
- 『ドキュメント暴走族』（二見書房、サラ・ブックス） 1980年
- 『学校が怖い いま暴力教室の現場から1』（二見書房、サラ・ブックス） 1981年
- 『つっぱり・ヴォイス ルポルタージュ校内暴力』（パシフィカ） 1981年
- 『校内暴力 自主解決の道をさぐる!』（二見書房、サラ・ブックス） 1982年
- 『若き獅子たち 30代で億をつかんだ男たち』（双葉ブックス） 1983年
- 『ミドル・サーティへの警鐘 今、明暗の分岐点』（アイペック） 1984年
- 『日本人は狙われる L.A.凶悪犯罪の実態 邦人探偵 T.荒井の極秘ファイルを公開』（祥伝社） 1987年
- 『「首相官邸」応答せず』（アイペックプレス） 1990年
- 『NYアンダーカバーコップ ニューヨーク市警潜入刑事 スーパードキュメント』（ケイブンシャブックス） 1990年
- 『偶像おちて…』（勁文社） 1991年
- 『どっこい小沢一郎は生きている 全発言で探る、この男の次の一手』（ベストセラーズ、ワニの選書） 1994年
- 『これがマフィアだ! 誰も語れなかった「血の掟」と「暗闘の世界」 すでにとなりにある恐怖』（こう書房） 1995年
- 『ニュースキン新たなる挑戦 IDNがビジネス超成功のカギだ!』（こう書房） 1995年
- 『暴走族伝説 70～80年代を駆け抜けた青春群像』（ベストセラーズ、ワニの本） 1995年
- 『ニュースキン IDNの秘密 驚異のヒット商品がさらなるビジネス超成功を約束する!』（こう書房） 1996年
- 『ニュースキン "超"成功への挑戦 いま、最大のビッグ・チャンスがやってきた!!』（勁文社） 1997年
- 『ニュースキン 21世紀への発進!』（勁文社、ニュースキン・ビジネス・シリーズ） 1998年
- 『ニュースキン・「新たな夢」へ』（こう書房） 1998年
- 『ニュースキンの新次元ビッグプラネットの全貌』（勁文社） 1998年
- 『早わかり! ビッグプラネット』（勁文社、ニュースキン・ビジネス・シリーズ） 1998年
- 『What is Nuskin "新"ニュースキン新たなる挑戦』（八峰出版） 1999年
- 『ニュースキン・超飛躍への出発』（八峰出版） 1999年 ネットワーカーブックス
- 『ファーマネックスとビッグプラネット』（八峰出版、ネットワーカー・ブックス） 1999年
- 『ヘルシーライフbyファーマネックス ファーマネックスのすべて』（八峰出版） 1999年
- 『パーフェクトガイド・オブ・ファーマネックス』（八峰出版） 2000年
- 『ファーマネックス&ビッグプラネット 無限なる新生』（こう書房） 2000年
- 『ミツバチが泣いている 天然ハチミツを探せ!』（集英社インターナショナル） 2003年 ISBN 4-7976-7082-7
- 『続・ミツバチが泣いている』（集英社インターナショナル） 2005年 ISBN 4-7976-7135-1
- 『最後の砦 航空自衛隊救難隊・生死をかけた救出ミッション』（産経新聞出版） 2008年
- 『チロリとブルースマンの約束 伝説のセラピードッグとブルースシンガー大木トオルの物語』（創美社） 2011年
- 『アラン教授の世界一幸せになれる授業』（アスコム） 2013年

### 共著
- 『ドキュメンタリーコミック 住友商事の挑戦 - 動きはじめた未来戦略』（原作、浅田彰宏画、アイペック） 1988年
- 『クライムハンター』（大川俊道原案、勁文社） 1990年
- 『極東黒社会』（平川輝治共著、集英社文庫） 1999年
- 『愛する人への最期の言葉 ガンと闘う人々の献身的な愛の記録』（鳥海美奈子共著、勁文社） 1996年
- 『去り逝くひとへの最期の手紙 がん死の日々、6組の夫婦の愛の証し』（鳥海美奈子共著、集英社） 1996年
- 『マンガでわかるニュースキン+ビッグプラネットのすべて 新次元ネットワーク+インターネットビジネスの仕組みと方法がスグ理解できる本』（渡部さとるマンガ、こう書房） 1999年
- 『ラスベガスカジノホテル 最も新しい挑戦』（岡田和生, スティーブ・ウィン編、集英社インターナショナル） 2003年

### 翻訳・ノベライズ
- 『アクエリアス』（ルー・クーパー、集英社文庫） 1987年
- 『ロックアップ』（リチャード・スミス 他、集英社文庫） 1989年
- 『クライシス2050』（ジョー・ギャノン, テッド・サラフィアン、集英社文庫） 1990年
- 『ブラザーフッド』（カン・ジェギュ、集英社文庫） 2004年 - ノベライズ
- 『夏物語』（チョ・グンシク, キム・ウニ、集英社文庫） 2006年 - ノベライズ
- 『愛を引き寄せる法 超訳「原因」と「結果」の法則』（ジェームス・アレン原著、ロングセラーズ） 2011年
- 『打たれ強く生きる 超訳「原因」と「結果」の法則 無理なくできる、強い自分の作り方』（ジェームス・アレン原著、ロングセラーズ） 2011年
- 『よくわかるアランの幸福論』（笠倉出版社） 2012年

## 参考
- ISBN 978-4-7762-0775-7